# Municipio de Conde
El municipio de Conde (en inglés: Conde Township) es un municipio ubicado en el condado de Spink en el estado estadounidense de Dakota del Sur. En el año 2010 tenía una población de 27 habitantes y una densidad poblacional de 0,29 personas por km².

## Geografía
El municipio de Conde se encuentra ubicado en las coordenadas 45°11′51″N 98°2′31″O / 45.19750, -98.04194. Según la Oficina del Censo de los Estados Unidos, el municipio tiene una superficie total de 91.53 km², de la cual 91,53 km² corresponden a tierra firme y (0 %) 0 km² es agua.

## Demografía
Según el censo de 2010, había 27 personas residiendo en el municipio de Conde. La densidad de población era de 0,29 hab./km². De los 27 habitantes, el municipio de Conde estaba compuesto por el 100 % blancos. Del total de la población el 0 % eran hispanos o latinos de cualquier raza.